# Всемирный день безопасности пищевых продуктов
Всемирный день безопасности пищевых продуктов (англ. World Food Safety Day) отмечается 7 июня ежегодно, начиная с 2019 года. Целью является преодоления не только проблемы голода в отдельных регионах Земли, но и достижения принципов здорового образа жизни, в том числе посредством обеспечения безопасности пищевых продуктов. 
В декабре 2016 года на 39-й сессии Комиссии «Кодекс Алиментариус» было принято единогласное решение поддержать предложение о провозглашении Всемирного дня безопасности пищевых продуктов в рамках Организации Объединенных Наций на постоянной основе.
Признавая глобальное бремя болезней пищевого происхождения, от которых страдают люди всех возрастов, особенно дети в возрасте до 5 лет и люди, живущие в странах с низким уровнем дохода, в 2018 году Генеральная Ассамблея ООН объявила о том, что каждый год 7 июня будет проводиться Всемирный день безопасности пищевых продуктов. В 2020 году Всемирная ассамблея здравоохранения приняла решение активизировать усилия, прилагаемые к обеспечению безопасности пищевых продуктов с целью уменьшения бремени болезней пищевого происхождения. ВОЗ и Продовольственная и сельскохозяйственная организация ООН (ФАО) совместными усилиями содействуют проведению Всемирного дня безопасности пищевых продуктов в сотрудничестве с государствами-членами и другими соответствующими организациями.